# Носа-Сеньора-дас-Дорис (Сержипи)
Носа-Сеньора-дас-Дорис (порт. Nossa Senhora das Dores)  —  муниципалитет в Бразилии, входит в штат Сержипи. Составная часть мезорегиона Сельскохозяйственный район штата Сержипи. Входит в экономико-статистический  микрорегион Носа-Сеньора-дас-Дорис. Население составляет 23 815 человек на 2007 год. Занимает площадь 482,6 км². Плотность населения — 49,96 чел./км².

## История
Город основан 4 октября 1606 года. 

## Статистика
- Валовой внутренний продукт на 2004 составляет 63.106.188,00 реалов (данные: Бразильский институт географии и статистики).
- Валовой внутренний продукт на душу населения на 2004 составляет 2.682,74 реалов (данные: Бразильский институт географии и статистики).
- Индекс развития человеческого потенциала на 2000 составляет 0,637 (данные: Программа развития ООН).